# Marit Söderström
Marit Kjellsdotter Söderström (Västerås, 25 de octubre de 1962) es una deportista sueca que compitió en vela en las clases Europe, Laser Radial y 470.
Participó en los Juegos Olímpicos de Seúl 1988, obteniendo una medalla de plata en la clase 470 (junto con Birgitta Bengtsson).
Ganó tres medallas de oro en el Campeonato Mundial de Europe entre los años 1978 y 1981.
También obtuvo dos medallas de oro en el Campeonato Mundial de Laser Radial, en los años 1980 y 1985, y dos medallas de oro en el Campeonato Europeo de Laser Radial, en los años 1982 y 1983. Por último, consiguió una medalla de oro en el Campeonato Mundial de 470 de 1988 y dos medallas en el Campeonato Europeo de 470, en los años 1987 y 1988.

## Palmarés internacional
| Campeonato Mundial | Campeonato Mundial     | Campeonato Mundial | Campeonato Mundial |
| Año                | Lugar                  | Medalla            | Clase              |
| ------------------ | ---------------------- | ------------------ | ------------------ |
| 1978               | Skovshoved (Dinamarca) | Medalla de oro     | Europe             |
| 1979               | La Rochelle (Francia)  | Medalla de oro     | Europe             |
| 1981               | Hoorn (Países Bajos)   | Medalla de oro     | Europe             |

| Campeonato Mundial | Campeonato Mundial | Campeonato Mundial | Campeonato Mundial |
| Año                | Lugar              | Medalla            | Clase              |
| ------------------ | ------------------ | ------------------ | ------------------ |
| 1980               | Kingston (Canadá)  | Medalla de oro     | Laser Radial       |
| 1985               | Halmstad (Suecia)  | Medalla de oro     | Laser Radial       |
| Campeonato Europeo |                    |                    |                    |
| Año                | Lugar              | Medalla            | Clase              |
| 1982               | Glyfada (Grecia)   | Medalla de oro     | Laser Radial       |
| 1983               | Mandal (Noruega)   | Medalla de oro     | Laser Radial       |

| Juegos Olímpicos   | Juegos Olímpicos     | Juegos Olímpicos  | Juegos Olímpicos |
| Año                | Lugar                | Medalla           | Clase            |
| ------------------ | -------------------- | ----------------- | ---------------- |
| 1988               | Seúl (Corea del Sur) | Medalla de plata  | 470              |
| Campeonato Mundial |                      |                   |                  |
| Año                | Lugar                | Medalla           | Clase            |
| 1988               | Haifa (Israel)       | Medalla de oro    | 470              |
| Campeonato Europeo |                      |                   |                  |
| Año                | Lugar                | Medalla           | Clase            |
| 1987               | Lysekil (Suecia)     | Medalla de bronce | 470              |
| 1988               | Quiberon (Francia)   | Medalla de plata  | 470              |